# Steinhuder Meer
Steinhuder Meer este cel mai mare lac din Germania de Nord.
S-a format în ultima perioadă glaciară, în urmă cu 14.000 de ani. Azi regiunea lacului este declarată rezervație naturală. Este în Parcul național Steinhuder Meer, fiind un loc de agreement pentru vizitatori.

## Localități din apropiere
În apropiere se află orașele: Hannover, Wunstorf, Neustadt am Rübenberge, Rehburg și Stadthagen.
Localități aflate pe malul lacului: Mardorf, Großenheidorn, Steinhude, Hagenburg și Winzlar.